# Pont de Malafogassa
El Pont de Malafogassa està situat sobre la riera Major, a 5 km del nucli de població de Vilanova de Sau (Osona), pel camí que surt de la rectoria; antic camí ral que unia Vic amb Girona. És un monument protegit com a bé cultural d'interès local.

## Descripció
Pont de dues arcades, una de molt ample, sota la qual passa la Riera Major, i l'altre no tant; sense finestres o arquets i d'esvelta silueta. Rep el nom de Malafogassa de l'antiga casa i molí que té al seu redós. Sobre la Riera Major afluent per la dreta del Ter.
L'estructura actual correspon a un pont gòtic, construït amb carreus de pedra regulars i disposats en filades horitzontals. L'estructura forma dos arcs de mig punt adovellats i de llum desigual, el més ample permet el pas de la riera, i l'altre simplement permet salvar el desnivell del terreny. L'estructura es troba recolzada a banda i banda del terreny mitjançant pilars amb l'obra en desnivell fins a arribar al nivell del camí a cada riba del riu, i amb un pilar central del qual parteixen els dos arcs.
Les rasants són lleugerament inclinades cap a la clau de l'arc major, sense arribar a formar una esquena d'ase. Els pilars no tenen tallamars i es pot observar a la base diferents forats a la part interna de l'arc que servirien per subjectar les cimbres. La part inferior de la volta és de pedra de diferents mides barrejada amb còdols de riu i amb arrebossat de morter de calç, mentre que l'adovellat exterior és de carreus ben disposats a plec de llibre. El paviment és un empedrat de lloses de restauració recent i els ampits estan refets amb paredat comú.
L'estructura respon als ponts característics de final del romànic, amb arcs de mig punt, i gòtics, amb esquena d'ase, freqüents com a vies de comunicació a diferents zones de la geografia catalana. Aquest pont té la particularitat de conservar l'estructura de l'època de la reconstrucció sense pràcticament modificacions.

## Notícies històriques
El pont de Malafogassa fou construït pels volts de l'any 1498 essent el seu mestre constructor PERE FOLGUERES, de Sant Andreu de Bancells. Varen contribuir a les despeses del seu cost els veïns de Vilanova de Sau, de Sant Andreu de Bancells, de Castanyadell i Querós: així consta per una talla o contribució imposada als feligresos de dites parròquies, el 25 de gener de 1498 (A.Pladevall).
Segons Antoni Pladevall, el pont es va edificar sobre les ruïnes d'una construcció anterior, d'un pont que va ser destruït pels terratrèmols entre els anys 1425-1427, per tant ubicat en un període de revifada de la població rural posterior a la pesta negra amb ocupació dels masos rònecs, com a mitjà de comunicació entre dues zones habitades. L'obra que veiem actualment va ser feta el 1498 per un mestre de cases de Sant Andreu de Bancells, Pere Folgueres, i va ser finançada pels veïns de Vilanova de Sau, Bancells, Querós i Castanyedell, tal com consta en una talla o contribució imposada als feligresos de les dites parròquies el 25 de gener de 1498 (Arxiu parroquial de Castanyedell, notaria ss, XIV-XVI).
Quan es va acabar la construcció al segle xv, el pont va mostrar alguns defectes, principalment el moviment dels murs que es van obrir en alguns punts. Això va provocar que el batlle de Sau i els obrers o encarregats pels parroquians per a la construcció del pont, cridessin a dos mestres de cases de Vic perquè hi donessin la seva opinió: Miquel Plantalamor i Brossa. Van donar el seu veredicte davant notari el 8 de gener de 1498, indicant les anomalies i la manera de corregir-les, segons ells, calia amarar tota l'obra de calç ben grassa, travar entre elles les dues parets paral·leles del pont amb llambordes o pedres llargues i fer-hi clavegueres a cada costat per a evacuar l'aigua de les pluges (testificació al plec conservat a l'Arxiu Parroquial de Castanyadell, not. Ss. XIV-XVI). Molt probablement es reforçava el pont en aquella època, ja que, tal com apunta Pladevall, encara es manté ferm en l'actualitat sense senyals de construccions o reformes tardanes, tot i que ens inclinem a pensar que aquesta opinió dels mestres de cases es faria en el mateix moment en què es feia la rehabilitació del pont malmès pels terratrèmols, és a dir, que probablement la major part de l'estructura pugui correspongui al pont antic. En un document de 1502 es fa esment del "pont vey apellat de Malla fogossa", donant a entendre que probablement hi hauria dos ponts, el vell i el nou, o bé referint-se al pont malmès que es trobava en fase de reconstrucció.